# Escoliopterigins
Els escoliopterigins (Scoliopteryginae) són una subfamília de lepidòpters ditrisis de la família dels erèbids (Erebidae).
Les larves tenen flocs de pèls distintius del primer al setè segment abdominal. Molts adults de la subfamília tenen una probòscide adaptada per perforar la pell de la fruita, la qual cosa els permet el consum dels sucs de la fruita.

## Taxonomia
Estudis filogenètics han demostrat que aquesta subfamília és un grup monofilètic fortament recolzat, que conté les tribus Anomini i Scoliopterygini, que prèviament havien estat incloses en la subfamília Calpinae de la família Noctuidae.

## Tribus
- Anomini
- Scoliopterygini